# Steel Panther
Steel Panther (с англ. — «Стальная Пантера») — группа из Лос-Анджелеса (Калифорния), играющая глэм-метал, известная в музыкальных кругах[каких?] своими грубоватыми юмористическими текстами песен и гипертрофированным образом глэм-метал-группы 80-х годов.
Группа основана в 2000 году; до 2008 года была известна под названиями Danger Kitty («Опасная Киска»), Metal Shop («Магазин Метала») и Metal Skool («Школа Метала»).

## История

### Начало карьеры
Группа начала приобретать популярность в начале нового тысячелетия, а первое название группы было «Магазин Метала» (вскоре изменённое на «Школу Метала»). Её неизменными участниками стали вокалист Ральф Майкл Саэнз («Michael Starr»), ударник Дэррен Лидер («Stix Zadinia»), басист Тревис Хэйли («Lexxi Foxx») и лидер-гитарист Рассел Джон «Расс» Перриш («Satchel»). Несмотря на то, что участники группы, имевшие большой опыт работы в кавер-группах, часто представлялись под различными сценическими именами, двоих из них можно было узнать и в других коллективах. Ральф Саинз был участником группы Atomic Punks, а также L.A. Guns в 1997—98 гг. (его голос можно узнать на пластинке Wasted), а Расс Перриш работал с Полом Гилбертом и в группе Роба Хэлфорда «Fight».
Изначально группа выступала, играя хиты 80-х в клубе Viper Room на Сансет Стрип, Уэст-Голливуд. Большая часть песен были взяты из жанра глэм-метал, а внешний вид группы отличался яркостью и гламуром, присущим командам 80-х годов: лак для волос, кожаные одеяния, эластичные лосины в зебру или тигра. Официальный сайт утверждает, что группа существует с 1988 года.
В 2003 году коллектив выпускает видеоклип на песню «Fat Girl (Thar She Blows)», а их версия песни Альдо Новы «Fantasy» была использована в шоу MTV Fantasy Factory. В том же году она выпускает самостоятельно спродюсированный дебютный альбом Hole Patrol. Под именем «Danger Kitty» в 2003 году группа издаёт единственную песню «Love Rocket»; одновременно группа продолжает выступать в ночных клубах под названием «Metal Shop» до того времени, пока в 2003 году на сборнике Hey, That’s What I Call Sludge! Vol. 1 не выходит черновая версия песни «Death to All But Metal», вызвавшая резонанс среди фанатов музыки 70-80-х годов.
В ноябре 2007 года группа принимает участие в реалити-шоу басиста KISS Джина Симмонса Family Jewels и появляется в телесериале «Лас-Вегас». До 2008 года группа именуется «Metal Skool».

### «Стальная пантера»

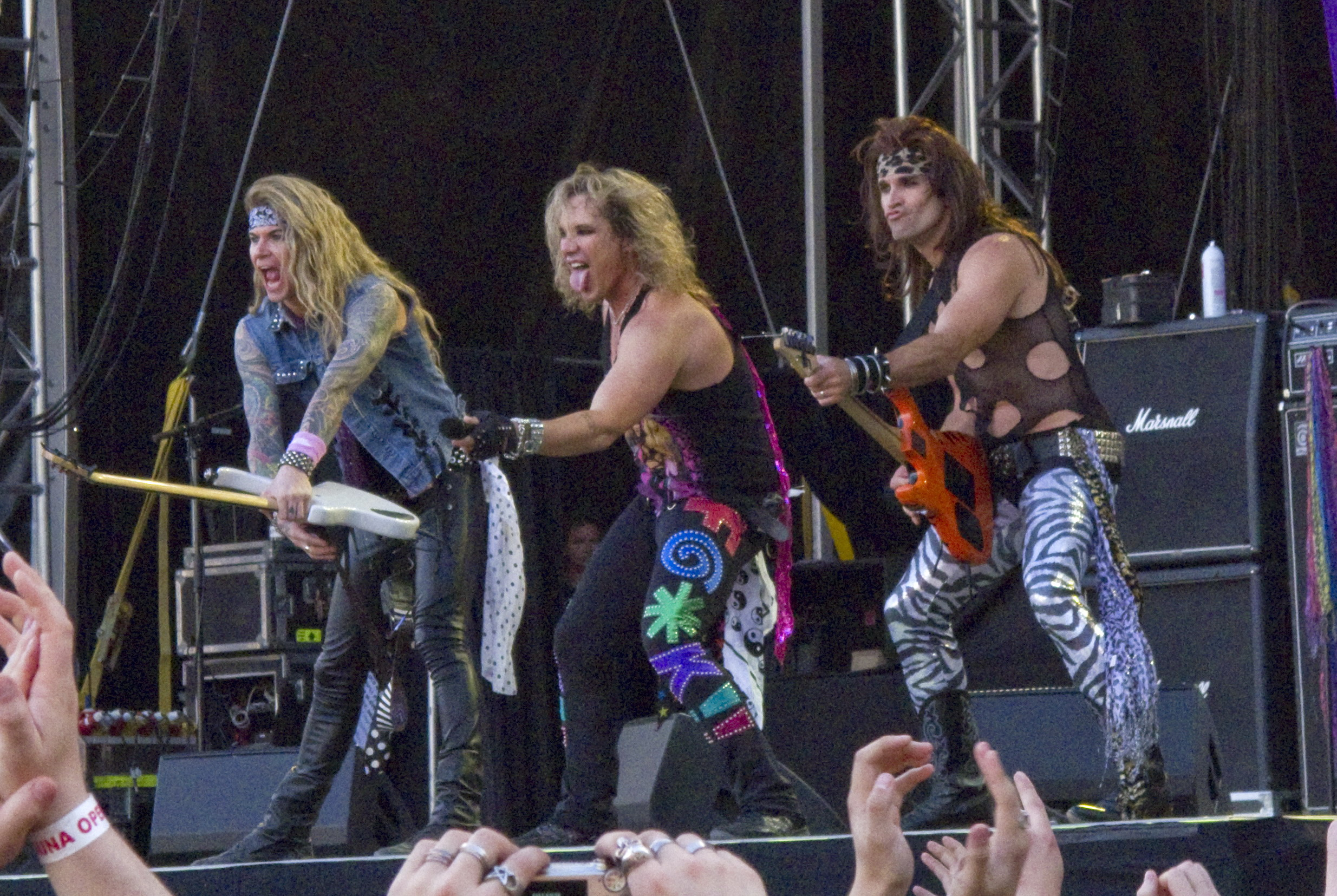
Sauna Open Air Metal Festival 2010

В апреле 2008 группа официально решила изменить своё имя на «Steel Panther», объявив об этом на концерте в клубе The Rockin' Saddle Club в Redlands, California. В мае 2008 года группа подписала контракт с Republic Records и сразу же объявляет о планах записи нового альбома.
9 июня 2009 года группа представила новый альбом Feel the Steel (Ощути сталь), в который вошла обновленная версия песни «Death to All But Metal». Отзывы критиков были умеренно-благосклонны; рецензент Allmusic похвалил «способность группы писать песни так, будто они из 1987 года» и «соблюдение тонкой линии между остроумием и тупостью»; The Independent написала, что их песни «с опасным уровнем содержания примитивной гомофобии, сексизма и расизма» не новы, но «чертовски веселы», и привела сравнение со Spinal Tap и Bad News.
В 2010 году группа снимает видеоклип с кавер-версией Journey «Don’t Stop Believin'», но не выпускает его в широкую ротацию.
В октябре 2011 года вышел второй альбом Balls Out (Шары наружу или Покажи яйца). Среди приглашённых звёзд — Нуно Беттанкур из Extreme и вокалист Nickelback. Альбом забрался на вершину британского iTunes Rock chart.
Популярность группы растёт — в декабре 2011 года Steel Panther сыграли вместе с Def Leppard и Mötley Crüe, а также выступили на разогреве у Guns N'Roses. В поддержку Balls Out группа отправилась в турне по Великобритании и Австралии (где спонсором выступила компания Brazzers). Steel Panther выпускают своё первое концертное видео под названием British Invation. В июне 2012 года Steel Panther выступают на Download Festival перед 100`000-й аудиторией. Европейское турне 2012 года было весьма успешным, особенно в Германии.

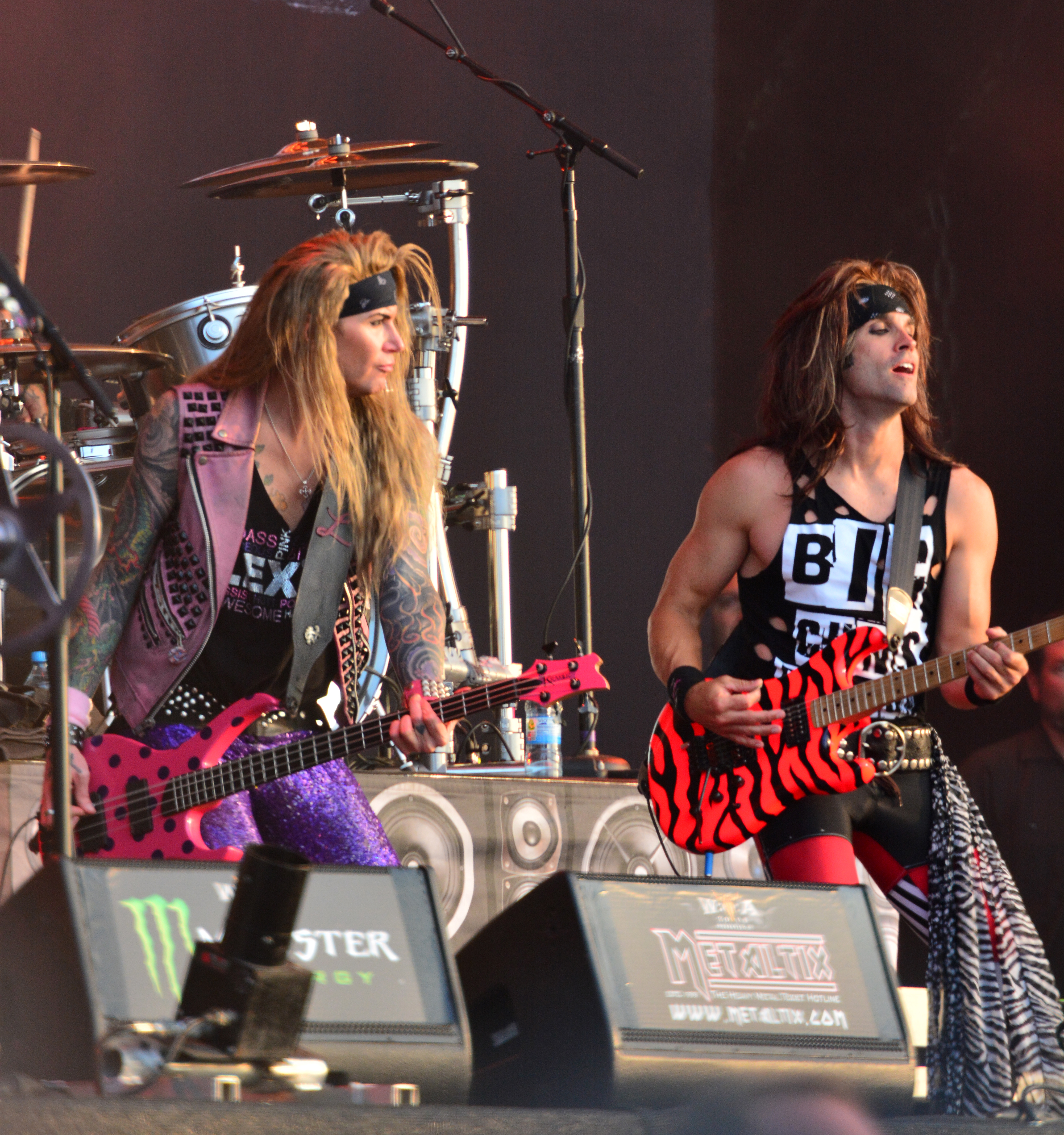
Wacken Open Air 2014

В феврале 2014 года группа впервые посетила Россию, отыграв аншлаги в Москве («Клуб Театръ») и Петербурге («Космонавт»). В апреле вышел альбом All You Can Eat, в котором принял участие Вивиан Кэмпбелл. Видео к «Party Like Tomorrow Is the End of the World» получает награду Golden Gods Awards в номинации «Видео года» от журнала Metal Hammer.
В 2015 году группа выпустила концертный фильм под названием Live from Lexxi’s Mom’s Garage, сочетающий в себе комедийные миниатюры с общей сюжетной линией и акустический концерт с исполнением 10 песен, выбранных фанатами группы. Совместно с Fozzy и Литой Форд группа участвовала в KISS Kruise V.
В 2016 группа выступает на фестивалях Wacken и Summer Breeze.
В 2017 году вышел студийный альбом Lower the Bar (гость — Робин Зандер из Cheap Trick). Группа выступает на фестивалях Download, Hellfest, Nova Rock, а также становится последней группой, выступившей в знаменитом клубе Roxy перед его закрытием. Steel Panther последовательно получают положительную прессу за концертные выступления.
В августе 2018 года Steel Panther выпускает собственную гитарную педаль — «Pussy Melter», — разработанную гитаристом группы Сэтчелом. Выпуск сопровождался рядом упрёков в адрес группы и дистрибьюторов, вызванных провокационным названием; компания TC Electronic (одобрившая предустановки) была вынуждена снять педаль с продажи. Весной 2019 года группой анонсирована новая педаль — «Poontang Boomerang».
Альбом Heavy Metal Rules 2019 года получил главным образом негативные отзывы; группу упрекнули в отсутствии свежести, а альбом окрестили «проходным».
В 2022 году STEEL PANTHER приняли в свой состав нового басиста Спайдера (Spyder), взамен покинувшего группу Леккси Фокса (Lexxi Foxx).

## Состав
| Текущий состав - Ральф «Michael Starr» Саинз (Ralph Saenz) — вокал, акустическая гитара (2000—настоящее время) - Расс «Satchel» Перриш (Russ Parrish) — гитара, бэк-вокал, акустическая гитара (2000—настоящее время) - Даррен «Stix Zadinia» Лидер (Darren Leader) — ударные, перкуссия, клавишные, фортепиано, бэк-вокал (2003—настоящее время) - Джо «Spyder» Лестер (Joe Lester) — бас, бэк-вокал (2022—настоящее время) Бывшие участники - Трэвис «Lexxi Foxx» Хейли (Travis Haley) — бас, бэк-вокал (2000—2021) - Рэй Лузье (Ray Luzier) — ударные, перкуссия (2000–2003) Бывшие туровые участники - Фил «Silk Pockett» Бакман (Phil Buckman) — бас, бэк-вокал (2021) - Рикки Даззл (Rikki Dazzle) — бас, бэк-вокал (2021) - Рикки Трэш (Rikki Thrash) — бас, бэк-вокал (2021—2022) - Таннер «T.K» Киган (Tanner Keegan) — бас, бэк-вокал (2022) - Тэвис «Tracii Boom Boom Thunders» Стэнли (Tavis Stanley) — бас, бэк-вокал (2022) |

## Дискография
| Год  | Альбом                                                                          | Места в чартах | Места в чартах | Места в чартах | Места в чартах | Места в чартах | Места в чартах | Места в чартах |
| Год  | Альбом                                                                          | US             | US Rock        | US Hard Rock   | US Comedy      | UK             | JP             | AUS            |
| ---- | ------------------------------------------------------------------------------- | -------------- | -------------- | -------------- | -------------- | -------------- | -------------- | -------------- |
| 2003 | Hole Patrol - под названием Metal Shop / Metal Skool - Выпущен: 2003 - Лейбл: — | —              | —              | —              | —              | —              | —              | —              |
| 2009 | Feel the Steel - Выпущен: 9 июня 2009 - Лейбл: Universal Records                | 98             | 42             | 14             | 1              | 52             | 38             | —              |
| 2011 | Balls Out - Выпущен: 31 октября 2011 - Лейбл: Universal Republic                | 40             | 12             | 5              | 1              | 37             | 85             | 50             |
| 2014 | All You Can Eat - Выпущен: 1 апреля 2014 - Лейбл: Universal Records             | 24             | 7              | 5              | 1              | 12             | 102            | 2              |
| 2017 | Lower the Bar - Выпущен: 24 марта 2017 - Лейбл: Kobalt Label Services           | 40             | 5              | 2              | 1              | 26             | -              | 10             |
| 2019 | Heavy Metal Rules - Выпущен: 2019 - Лейбл: Steel Panther, Inc.                  | 131            | 24             | 7              | 1              | 43             | -              | 13             |
| 2023 | On the Prowl                                                                    |                |                |                |                |                |                |                |

## Галерея

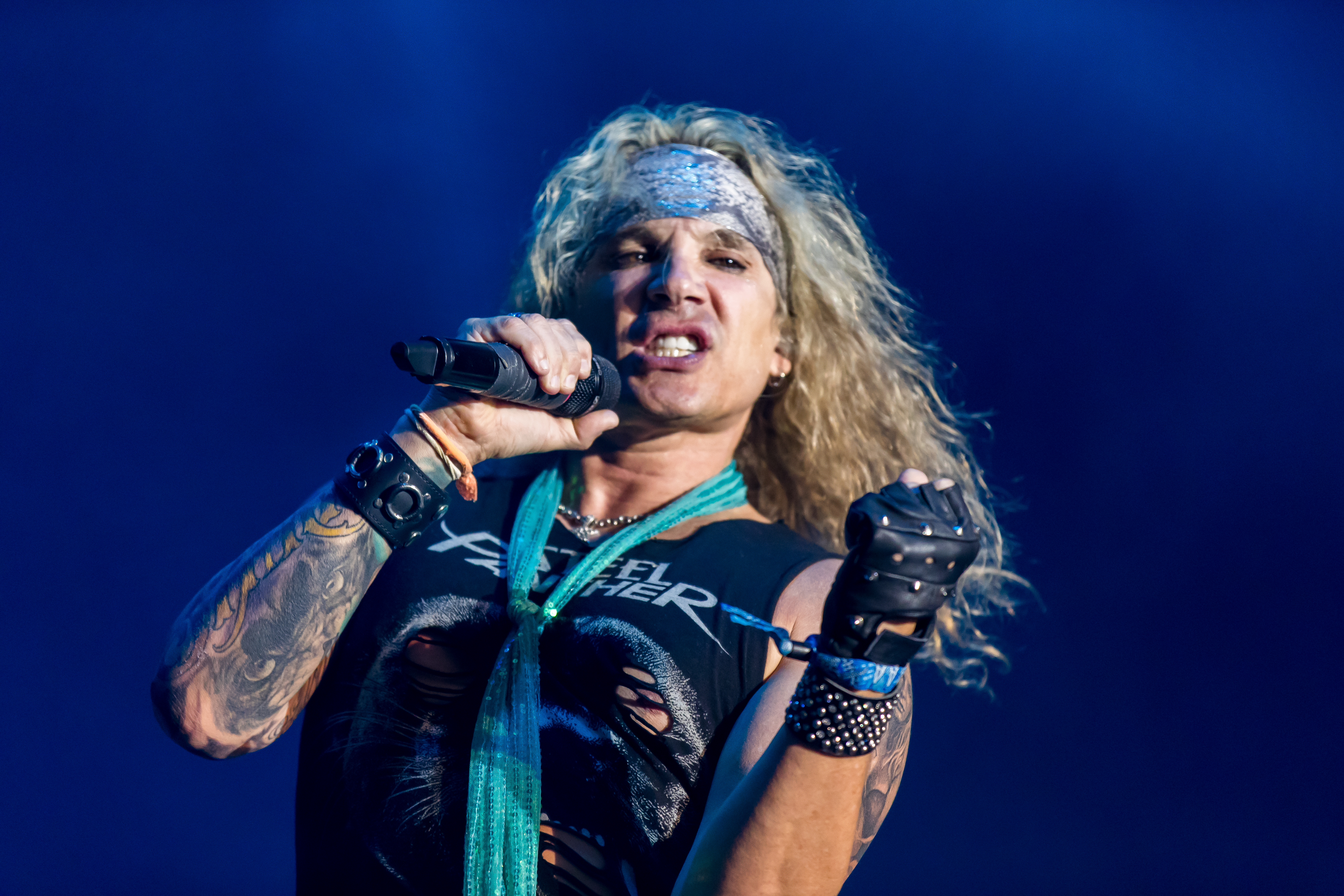
Michael Starr
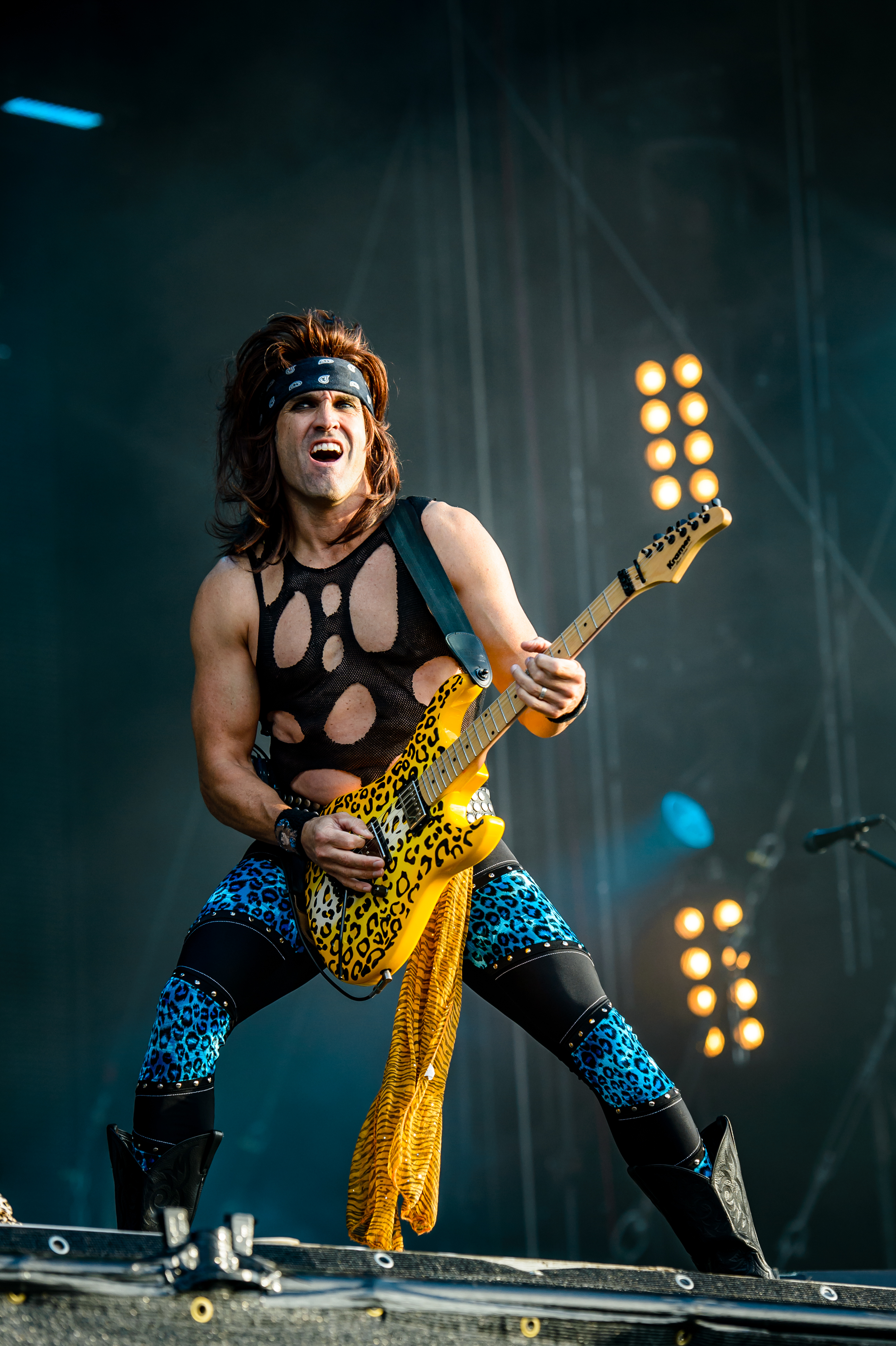
Satchel
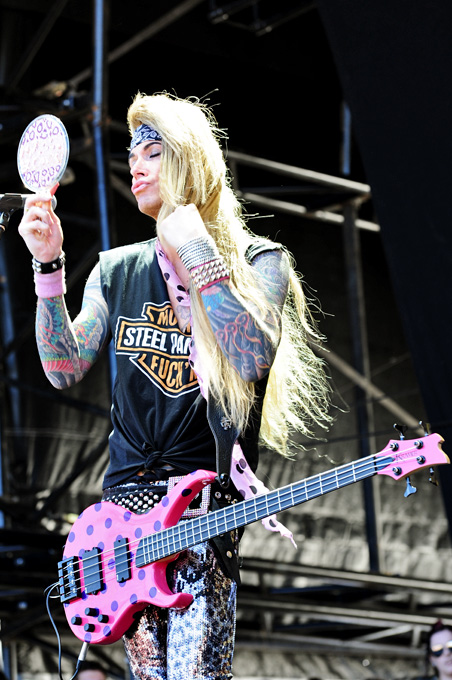
Lexxi Foxxx
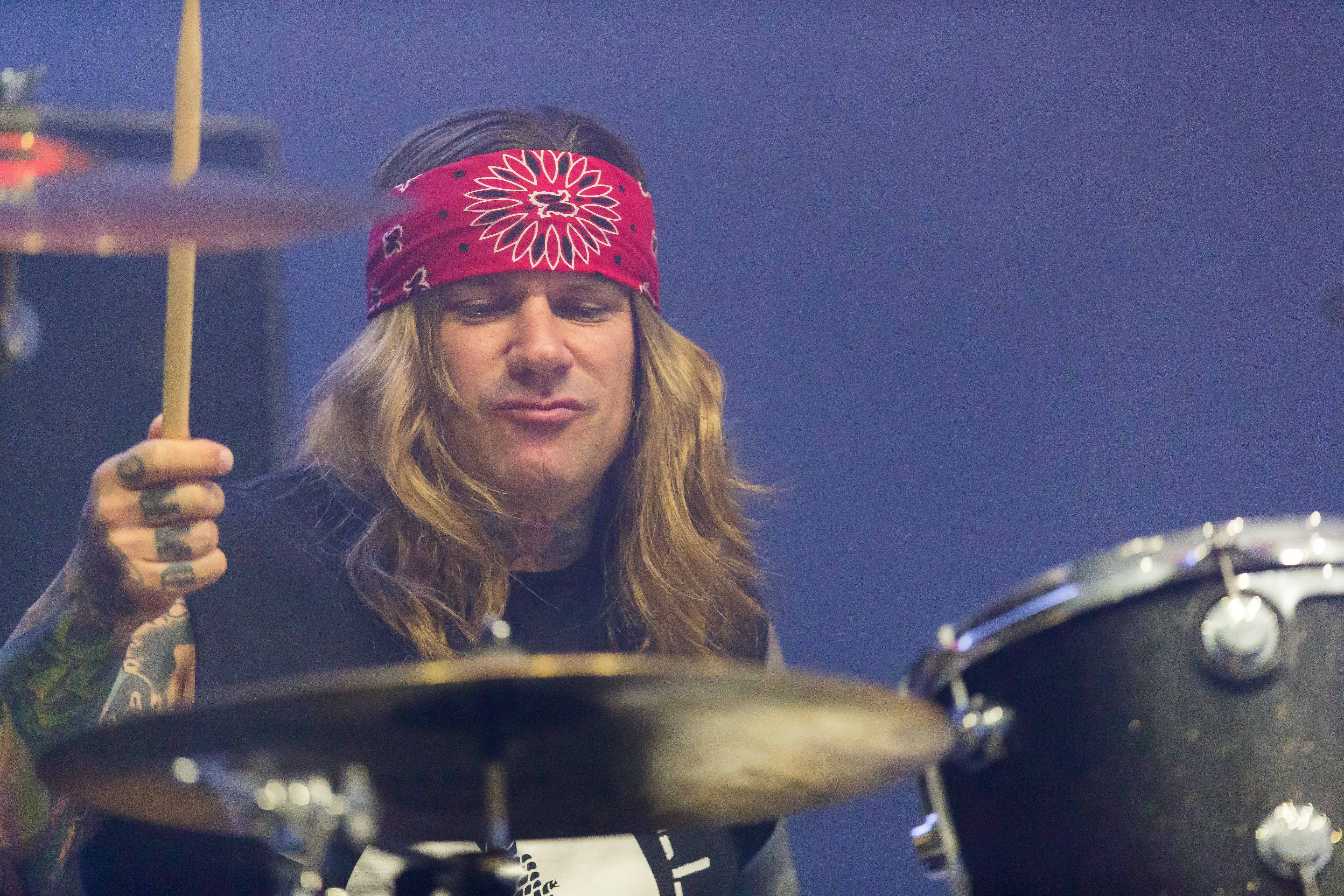
Stix Zadinia
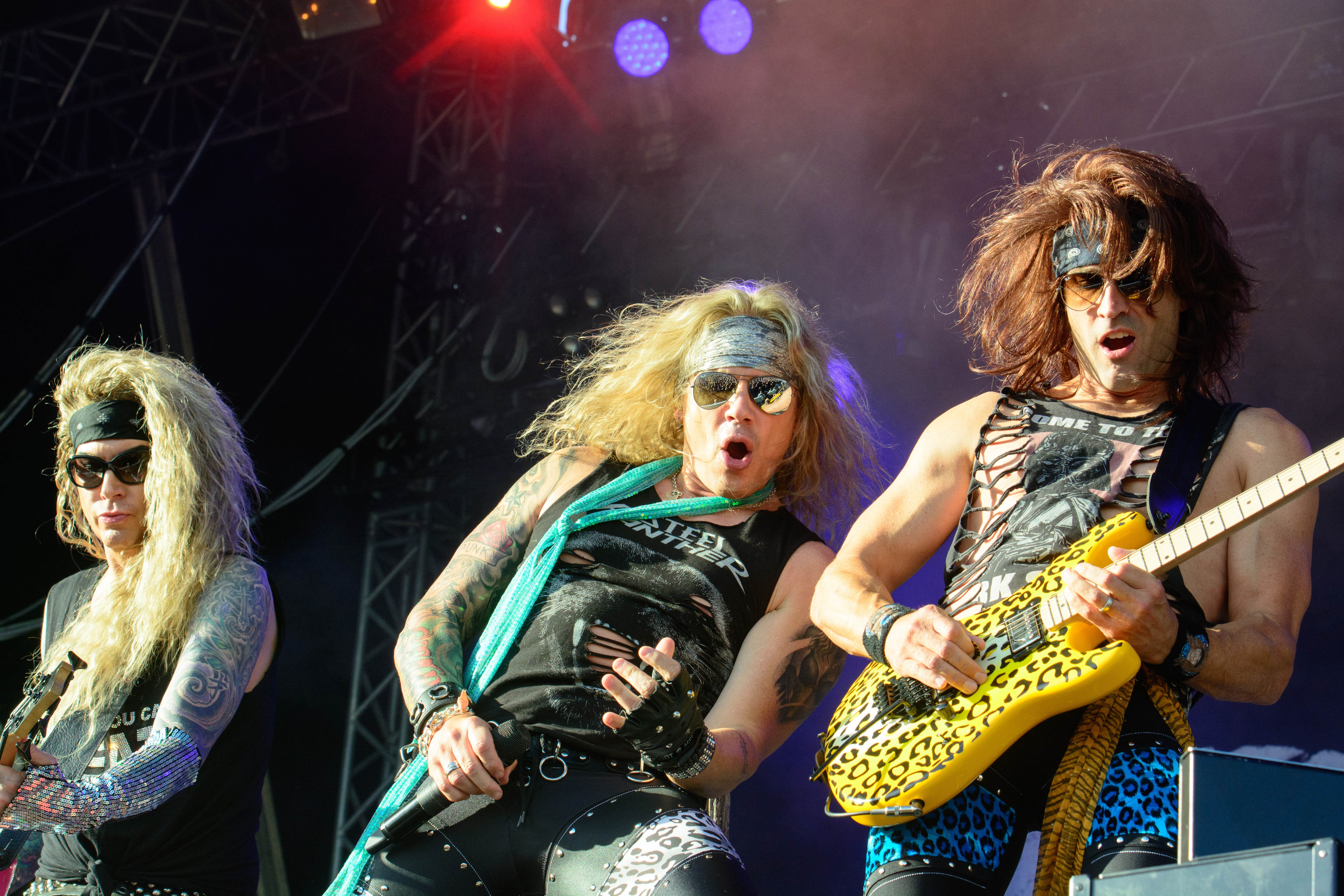
Elbriot 2016
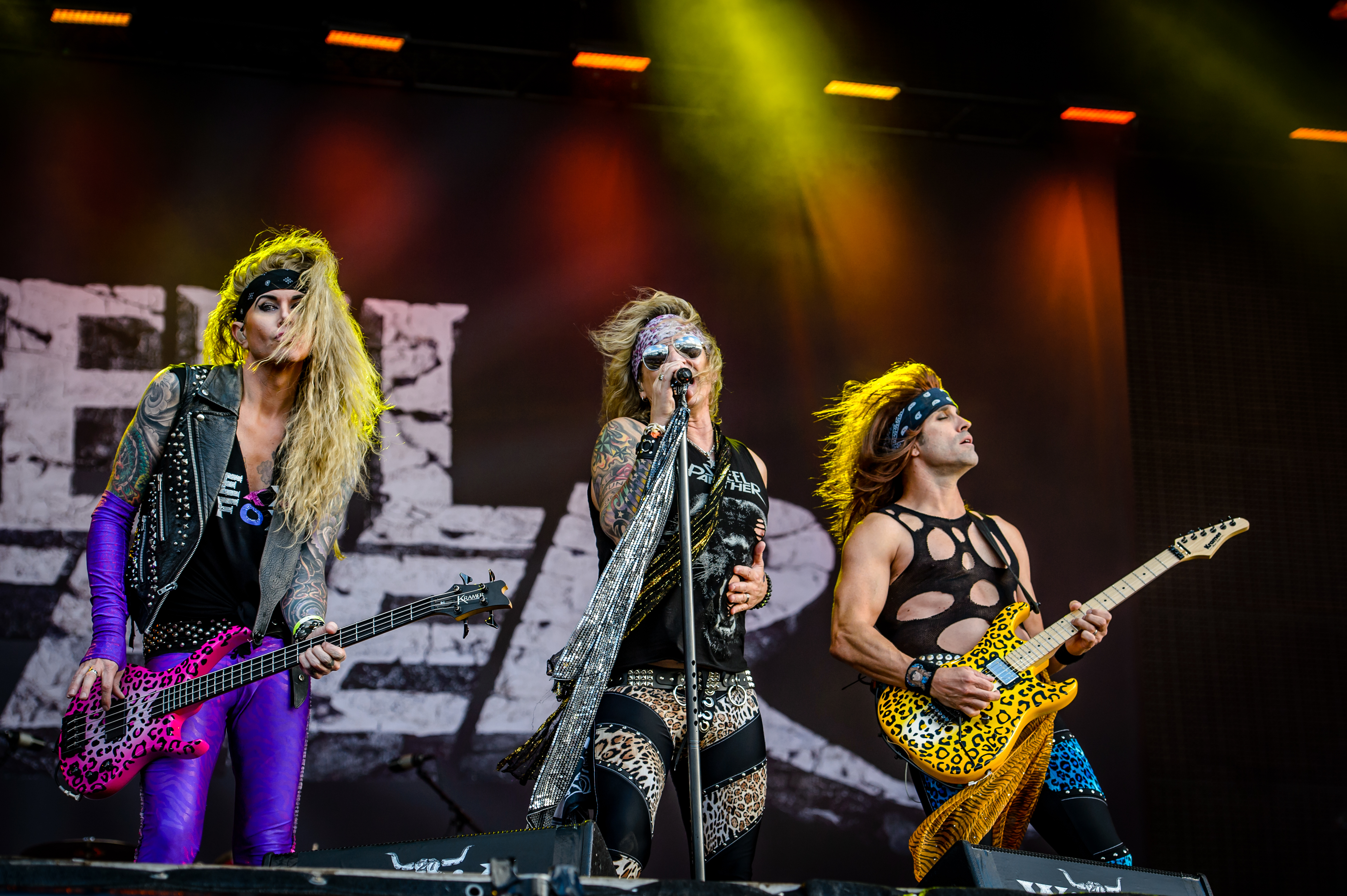
Wacken Open Air 2016
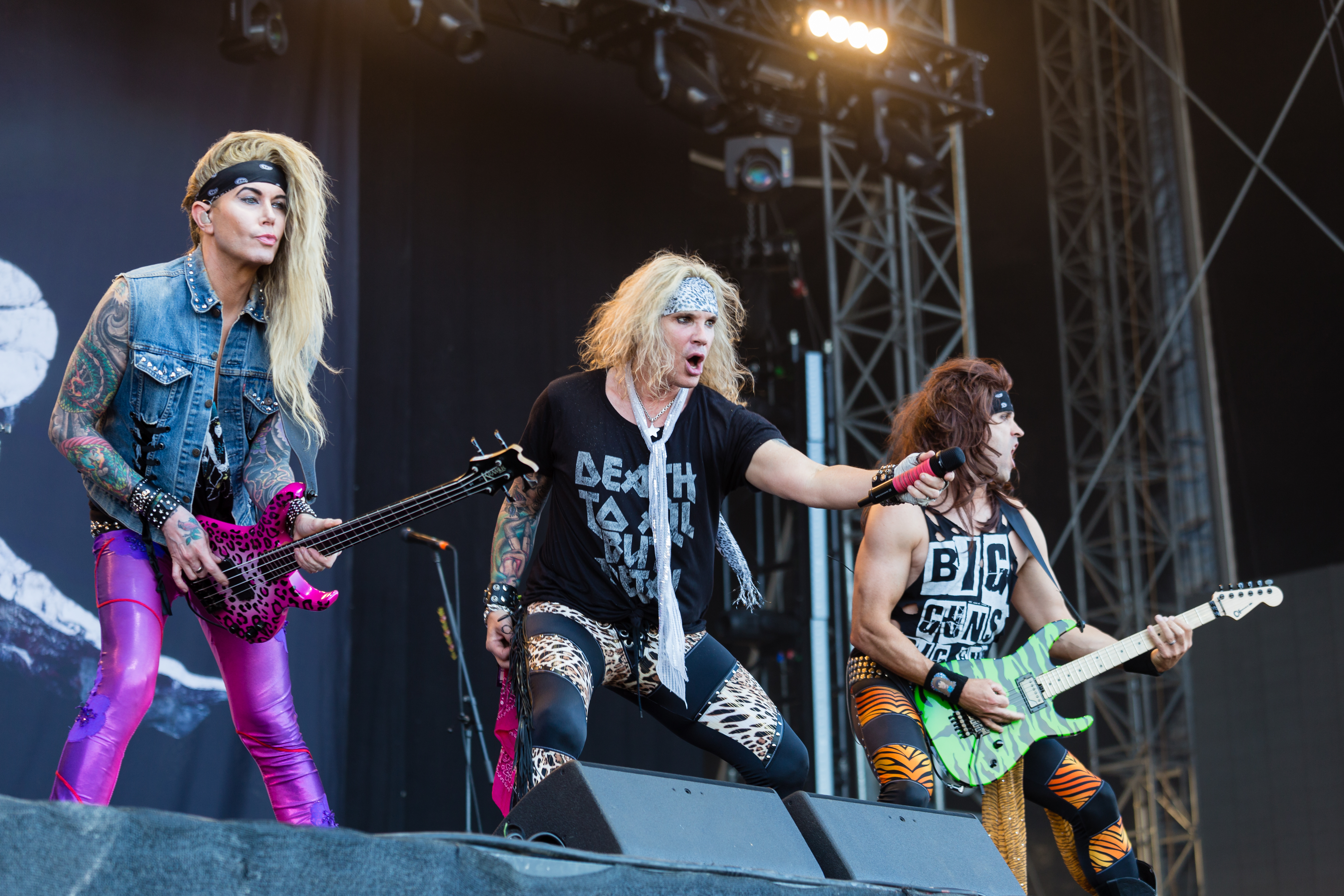
Nova Rock 2017